# Élections européennes de 1979 en France
Les élections européennes de 1979, les premières au suffrage universel direct, se déroulent du 7 au 10 juin 1979 selon les pays, et le dimanche 10 en France.
Avec un taux de 60,7 %, la participation est légèrement inférieure à la participation moyenne dans la Communauté économique européenne (61,9 %).

## Mode de scrutin
Formellement, il s'agit d'élire les représentants français à l'Assemblée des communautés européennes.
L'élection a lieu à la représentation proportionnelle selon la règle de la plus forte moyenne sans panachage ni vote préférentiel dans le cadre d'une circonscription unique formée par le territoire de la République française. 
Les listes qui n'ont pas obtenu au moins 5 % des suffrages exprimés ne sont pas admises à répartition des sièges.

## Contexte
Le 6 décembre 1978, Jacques Chirac lance l'appel de Cochin dans lequel il dénonce l’UDF comme « le parti de l’étranger » pour son adhésion au supranationalisme. Il s'agit des seules élections européennes lors desquelles le RPR et l'UDF s'affrontent.

## Listes
Le Front national (FN) échouant à constituer une liste commune avec le Parti des forces nouvelles, il est absent lors de ces élections et appelle à l'abstention.
La liste Régions-Europe et celle présentée par le PSU ne distribuent pas de bulletins de vote et appellent à voter nul.
La liste socialiste présente une femme tous les trois candidats, tandis que les listes UDF et RPR présentent encore moins de candidates, dont Simone Veil en tête de liste UDF et Louise Weiss no 5 pour le RPR, pour un total de 20 % des élus.

## Résultats
Il s'agit des résultats réformés par le Conseil d'État le 22 octobre 1979, différents de ceux proclamés en juin (un siège en moins à la liste Veil, un siège en plus pour la liste socialiste).
| Tête de liste                                                                                | Tête de liste                 | Liste                    | Voix       | %     | Élus |
| -------------------------------------------------------------------------------------------- | ----------------------------- | ------------------------ | ---------- | ----- | ---- |
|                                                                                              | Simone Veil                   | UDF                      | 5 588 851  | 27,61 | 25   |
| Union pour la France en Europe                                                               |                               |                          | 5 588 851  | 27,61 | 25   |
|                                                                                              | François Mitterrand           | PS - MRG                 | 4 763 026  | 23,53 | 22   |
| Liste socialiste avec la participation des radicaux de gauche                                |                               |                          | 4 763 026  | 23,53 | 22   |
|                                                                                              | Georges Marchais              | PCF - PCR - UP           | 4 153 710  | 20,52 | 19   |
| Liste présentée par le Parti communiste français                                             |                               |                          | 4 153 710  | 20,52 | 19   |
|                                                                                              | Jacques Chirac                | RPR                      | 3 301 980  | 16,31 | 15   |
| Défense des intérêts de la France en Europe                                                  |                               |                          | 3 301 980  | 16,31 | 15   |
|                                                                                              | Solange Fernex                | CIME                     | 888 134    | 4,39  | 0    |
| Europe - Écologie                                                                            |                               |                          | 888 134    | 4,39  | 0    |
|                                                                                              | Arlette Laguiller             | LO - LCR                 | 623 663    | 3,08  | 0    |
| Pour les États-Unis socialistes d'Europe                                                     |                               |                          | 623 663    | 3,08  | 0    |
|                                                                                              | Jean-Jacques Servan-Schreiber | UDF diss.                | 373 259    | 1,84  | 0    |
| La cinquième liste : Emploi - Égalité - Europe                                               |                               |                          | 373 259    | 1,84  | 0    |
|                                                                                              | Philippe Malaud               | SE                       | 283 144    | 1,40  | 0    |
| Union de défense interprofessionnelle pour une France indépendante dans une Europe solidaire |                               |                          | 283 144    | 1,40  | 0    |
|                                                                                              | Jean-Louis Tixier-Vignancour  | PFN                      | 265 911    | 1,31  | 0    |
| Union française pour l'Eurodroite                                                            |                               |                          | 265 911    | 1,31  | 0    |
|                                                                                              | Jean-Edern Hallier            | SE                       | 337        | 0,00  | 0    |
| Régions - Europe                                                                             |                               |                          | 337        | 0,00  | 0    |
|                                                                                              | Huguette Bouchardeau          | PSU                      | 332        | 0,00  | 0    |
| Liste Europe - Autogestion présentée par le Parti socialiste unifié                          |                               |                          | 332        | 0,00  | 0    |
|                                                                                              |                               |                          |            |       |      |
| Suffrages exprimés                                                                           | Suffrages exprimés            | Suffrages exprimés       | 20 242 347 | 94,78 |      |
| Votes blancs ou nuls                                                                         | Votes blancs ou nuls          | Votes blancs ou nuls     | 1 114 613  | 5,22  |      |
| Total                                                                                        | Total                         | Total                    | 21 356 960 | 100   | 81   |
| Abstention                                                                                   | Abstention                    | Abstention               | 13 823 571 | 39,29 |      |
| Inscrits / participation                                                                     | Inscrits / participation      | Inscrits / participation | 35 180 531 | 60,71 |      |

### Liste des élus au Parlement européen
| Parti                | Parti | Nom                         | Groupe | Groupe |
| -------------------- | ----- | --------------------------- | ------ | ------ |
|                      | UDF   | Simone Veil                 |        | LD     |
|                      | UDF   | Jean Lecanuet               |        | PPE    |
|                      | UDF   | Edgar Faure                 |        | LD     |
|                      | UDF   | Jean-François Deniau        | —      | —      |
| Jean-François Pintat | UDF   |                             | LD     |        |
|                      | UDF   | Pierre Méhaignerie          | —      | —      |
| Simone Martin        | UDF   |                             | LD     |        |
|                      | UDF   | Christiane Scrivener        |        | LD     |
|                      | UDF   | Pierre Pflimlin             |        | PPE    |
|                      | UDF   | Francisque Collomb          |        | PPE    |
|                      | UDF   | Pierre Baudis               |        | LD     |
|                      | UDF   | Michel Debatisse            |        | PPE    |
|                      | UDF   | Francis Combe               |        | LD     |
|                      | UDF   | Robert Delorozoy            |        | LD     |
|                      | UDF   | Corentin Calvez             |        | LD     |
|                      | UDF   | Michel Poniatowski          |        | LD     |
|                      | UDF   | André Rossi                 |        | LD     |
|                      | UDF   | André Diligent              |        | PPE    |
|                      | UDF   | Louise Moreau               |        | PPE    |
|                      | UDF   | Henri Caillavet             |        | LD     |
|                      | UDF   | Victor Sablé                |        | LD     |
|                      | UDF   | Charles Delatte             |        | LD     |
|                      | UDF   | Yves Galland                |        | LD     |
|                      | UDF   | Jean Seitlinger             |        | PPE    |
|                      | UDF   | Georges Donnez              |        | LD     |
|                      | UDF   | Marie-Jane Pruvot           |        | LD     |
|                      | UDF   | Maurice-René Simonnet       |        | PPE    |
|                      |       |                             |        |        |
|                      | PS    | François Mitterrand         | —      | —      |
| Yvette Fuillet       | PS    |                             | SOC    |        |
|                      | PS    | Pierre Mauroy               |        | SOC    |
|                      | PS    | Édith Cresson               |        | SOC    |
|                      | PS    | Gilles Martinet             |        | SOC    |
|                      | PS    | Didier Motchane             |        | SOC    |
|                      | MRG   | Maurice Faure               |        | SOC    |
|                      | PS    | Gérard Jaquet               |        | SOC    |
|                      | PS    | Georges Sutra de Germa      |        | SOC    |
|                      | PS    | Marie-Claude Vayssade       |        | SOC    |
|                      | PS    | Françoise Gaspard           |        | SOC    |
|                      | PS    | Georges Sarre               |        | SOC    |
|                      | PS    | Charles-Émile Loo           |        | SOC    |
|                      | PS    | Jean Oehler                 |        | SOC    |
|                      | PS    | Charles Josselin            |        | SOC    |
|                      | PS    | Daniel Percheron            |        | SOC    |
|                      | PS    | Gisèle Charzat              |        | SOC    |
|                      | PS    | Claude Estier               |        | SOC    |
|                      | PS    | Yvette Roudy                |        | SOC    |
|                      | PS    | Jacques Moreau              |        | SOC    |
|                      | MRG   | Roger-Gérard Schwartzenberg |        | SOC    |
|                      | PS    | Jacques Delors              |        | SOC    |
|                      | PS    | Edgard Pisani               |        | SOC    |
|                      |       |                             |        |        |
|                      | PCF   | Georges Marchais            |        | COM    |
|                      | PCF   | Jacqueline Hoffmann         |        | COM    |
|                      | PCF   | Gustave Ansart              |        | COM    |
|                      | PCR   | Paul Vergès                 |        | COM    |
|                      | PCF   | Emmanuel Maffre-Baugé       |        | COM    |
|                      | PCF   | René Piquet                 |        | COM    |
|                      | PCF   | Pierre Pranchère            |        | COM    |
|                      | PCF   | Félix Damette               |        | COM    |
|                      | PCF   | Danielle de March-Ronco     |        | COM    |
|                      | PCF   | Maxime Gremetz              |        | COM    |
|                      | PCF   | Georges Frischmann          |        | COM    |
|                      | UP    | Robert Chambeiron           |        | COM    |
|                      | PCF   | Sylvie Mayer                |        | COM    |
|                      | PCF   | Maurice Martin              |        | COM    |
|                      | PCF   | Francis Wurtz               |        | COM    |
|                      | PCF   | Louis Baillot               |        | COM    |
|                      | PCF   | Henriette Poirier           |        | COM    |
|                      | PCF   | Guy Fernandez               |        | COM    |
|                      | PCF   | Jacques Denis               |        | COM    |
|                      |       |                             |        |        |
|                      | RPR   | Jacques Chirac              |        | DEP    |
|                      | RPR   | Michel Debré                |        | DEP    |
|                      | RPR   | Pierre Messmer              |        | DEP    |
|                      | RPR   | Claude Labbé                |        | DEP    |
|                      | RPR   | Louise Weiss                |        | DEP    |
|                      | RPR   | Gustave Deleau              |        | DEP    |
|                      | RPR   | Marie-Madeleine Dienesch    |        | DEP    |
|                      | RPR   | Maurice Druon               |        | DEP    |
|                      | RPR   | Hubert Buchou               |        | DEP    |
|                      | RPR   | Nicole Chouraqui            |        | DEP    |
|                      | RPR   | Christian de La Malène      |        | DEP    |
|                      | RPR   | Christian Poncelet          |        | DEP    |
|                      | RPR   | Alain Gillot                |        | DEP    |
|                      | RPR   | Eugène Remilly              |        | DEP    |
|                      | RPR   | Vincent Ansquer             |        | DEP    |